# Мелем
Мелем је топикални лек из групе органских једињења (восак, зејтин, свињска маст, жуманце, ендодерм зове, зелени омотач плода ораха пржен у зејтину, семе неке биљке, делови разних лековитих биљака, тамјан, ракија...), који се у традиционалној медицини користи за лечење многих болести и стања.
Може се дефинисати и као медицинска маст, или адхезивна супстанца за зарастање или лечење рана и чирева, или као средство које умирује, модификује или олакшава тегобе.
Реч мелем користи се и за означавање лека за душевну бол — мелем за душу.

## Синоними
Балзам, помазање, балсам, оближ, помаст, лекарија, медикамент, средство, фармакон рет., препарат, дерман, сало, масноћа, лој (у исхрани), уље, маз рег., мазиво (индустрија), помада, крем, крема (за кожу).

## Материје органског порекла које се користе за израду мелема у традиционалној медицини
За израду мелема у традиционалној медицини користе се:
- Биљне и животинјске масноће (восак, зејтин, свињска маст)
- Јаја
- Житарице и производи од житарица (уситњена кора хлеба испечена на врелој површини, пшеничне мекиње, кукурузно брашно, качамак с љутом паприком и празилуком, кафа од боба и пшенице,
- Врела кора дрвета која се изнад ватре скида са сирове гране,
- Лековите траве у белом вину
- Љута ракија, црно вино, винско сирће.
- Слатка храна (карамел шећер уз мало зејтина, ратлук, шећер у коцкама или ситан шећер)
- Чајеви (чај од цвета кукурека јединака са доста шећера за изазивање побачаја,
- Кафа, сува кафа уз додатак лимуновог сока,
- Кисела храна, расо.[4]

Од ових прерађевина најчешће се као мелем користе ракија или сирће од црног вина. Ракија се користи за дезинфекцију, масажу, хлађење, квашење и као растварач. Да би се појачало лековито дејство серигузе или паламиде, оне се квасе ракијом. У појединим приликама се користи комова, у другој обична ракија, а у трећој препек.
Сирће има сличну улогу, па се користи за облоге, масажу, хлађење, растварање; често у разним комбинацијама са свињском машћу, ракијом, бурјаном, маточином колутовима сировог кромпира, туцаним белим луком, празилуком, млевеним бибером, кукурузним брашном. Најчешће се користи винско сирће, а у неким приликама сирће од дивљих јабука.
За заштиту рана од загађења и инсеката као мелем користе се: катран, коломаст, машинско уље,
фирнајз.
У остала лековита средства за мелеме спадају: земља, житко или густо блато (са размућеним јајетом, прополисом и младим несољеним сиром), косáт (садржај косачевог рога за брус), пепео, хладна вода, хладан камен белутак, ћерементúја, вода с лековитог извора, нека отровна течност за лечење зуба,
мастило, нишадор, плави камен, сода бикарбона, сумпор, хлороводонична киселина (сóзгас).
Међу овим средствима највише се користи кухињска со, ретко у праху, најчешће у виду разблаженог раствора жељене концентрације, а ретко у виду концентрованог раствора (цецéљ). Користи се у разноврсним комбинацијама с ракијом, слином, свињском масти, сирћетом, беланцем.

## Галерија мелема
- Антисептичка маст
- Колекција мелема с почетка 20. века
- Древни кинески дрворез на коме су приказане локације за наношење мелема
- Ланолин један од данас најкоришћенијих мелема